# Wygoda Kozińska
Wygoda Kozińska – część wsi Elżbiecin w Polsce, położona w województwie świętokrzyskim, w powiecie buskim, w gminie Busko-Zdrój.
W latach 1975–1998 Wygoda Kozińska administracyjnie należała do województwa kieleckiego.
Wcześniej, do 1954 roku siedziba władz gminy Szaniec. 1954–72 siedziba gromady Wygoda Kozińska.
W Wygodzie Kozińskiej znajduje się pomnik poświęcony partyzantom Armii Krajowej i Batalionów Chłopskich między innymi Szczepanowi Korubie oraz kilkunastu Polakom rozstrzelanym przez Niemców między Wygodą Kozińską a Zwierzyńcem. Napis na pomniku brzmi: Uczestnikom bohaterskich walk partyzanckich z hitlerowcami oraz partyzantom bestialsko pomordowanym przez okupanta w latach 1939–1944. Społeczeństwo Wygody Kozińskiej i okolic.
Wspomniane walki partyzanckie dotyczą potyczki oddziału AK stoczonej przy wsi Zwierzyniec i dwóch potyczek oddziałów AK i BCh przy wsi Skorzów.